# لافور (أين)
لافور (بالفرنسية: Lavours)‏ هي بلدية فرنسية تقع في إقليم الأين في فرنسا. رمز إنسي لها هو:1208. أما الرمز البريدي لها فهو: 1350.